# Danh sách Vua Karnak

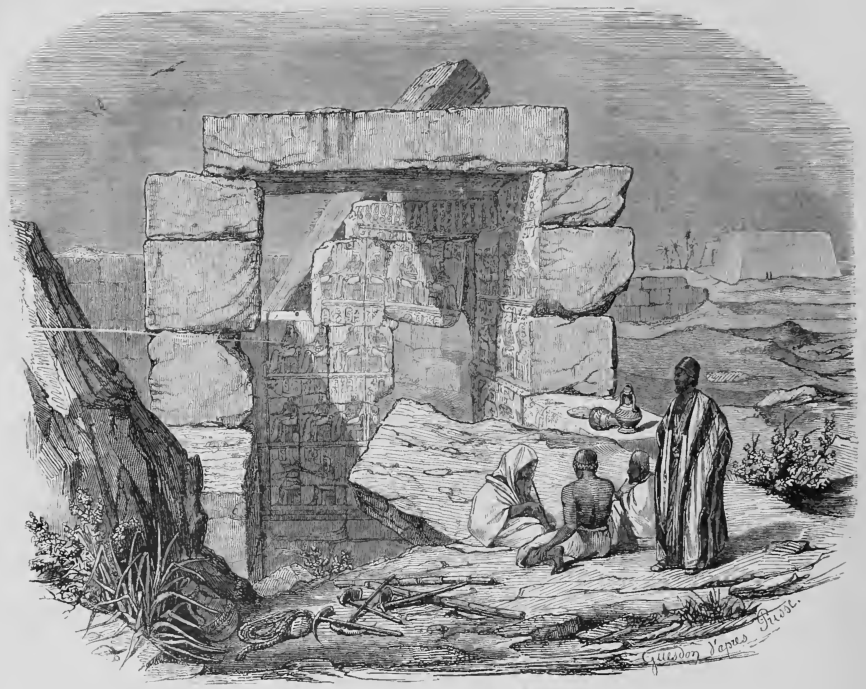
Danh sách vua Karnak (Bản vẽ năm 1843)

Danh sách vua Karnak là danh sách những pharaon cai trị trong thời kỳ đầu của lịch sử Ai Cập cổ đại, được khắc trên tường của Đại sảnh lễ hội của vua Thutmose III (nằm trong khu đền Amun-Ra thuộc quần thể đền Karnak). Danh sách này liệt kê 61 vị vua bắt đầu từ triều đại của Sneferu thời kỳ Cổ vương quốc. Tuy nhiên, người ta chỉ đọc được tên của 39 vị vua trong số đó.
Một số pharaon không có mặt trong danh sách này nhưng lại xuất hiện trong những văn bản tài liệu khác, vì thế đây là một danh sách không thể hiện đầy đủ. Tuy nhiên, nó lại giúp các nhà khảo cổ tìm ra được tên của các vị vua cai trị trong thời kỳ Chuyển tiếp thứ Nhất và thứ Hai, vốn bị bỏ qua trong hầu hết các danh sách khác.

## Phát hiện
Danh sách vua Karnak được mô tả lần đầu tiên vào năm 1825 bởi James Burton (1786 – 1862), một nhà Ai Cập học người Anh. Năm 1843, một đoàn thám hiểm người Đức do Karl Richard Lepsius (1810 – 1884) dẫn đầu đã theo dòng sông Nile tới Karnak. Émile Prisse d'Avennes, một nhà nghiên cứu người Pháp, đã tháo hết những viên đá có khắc tên của các vua để đem về Pháp.
Danh sách này bị hư hỏng khá nghiêm trọng, hiện đang được cất giữ tại Bảo tàng Louvre, Pháp.

## Mô tả

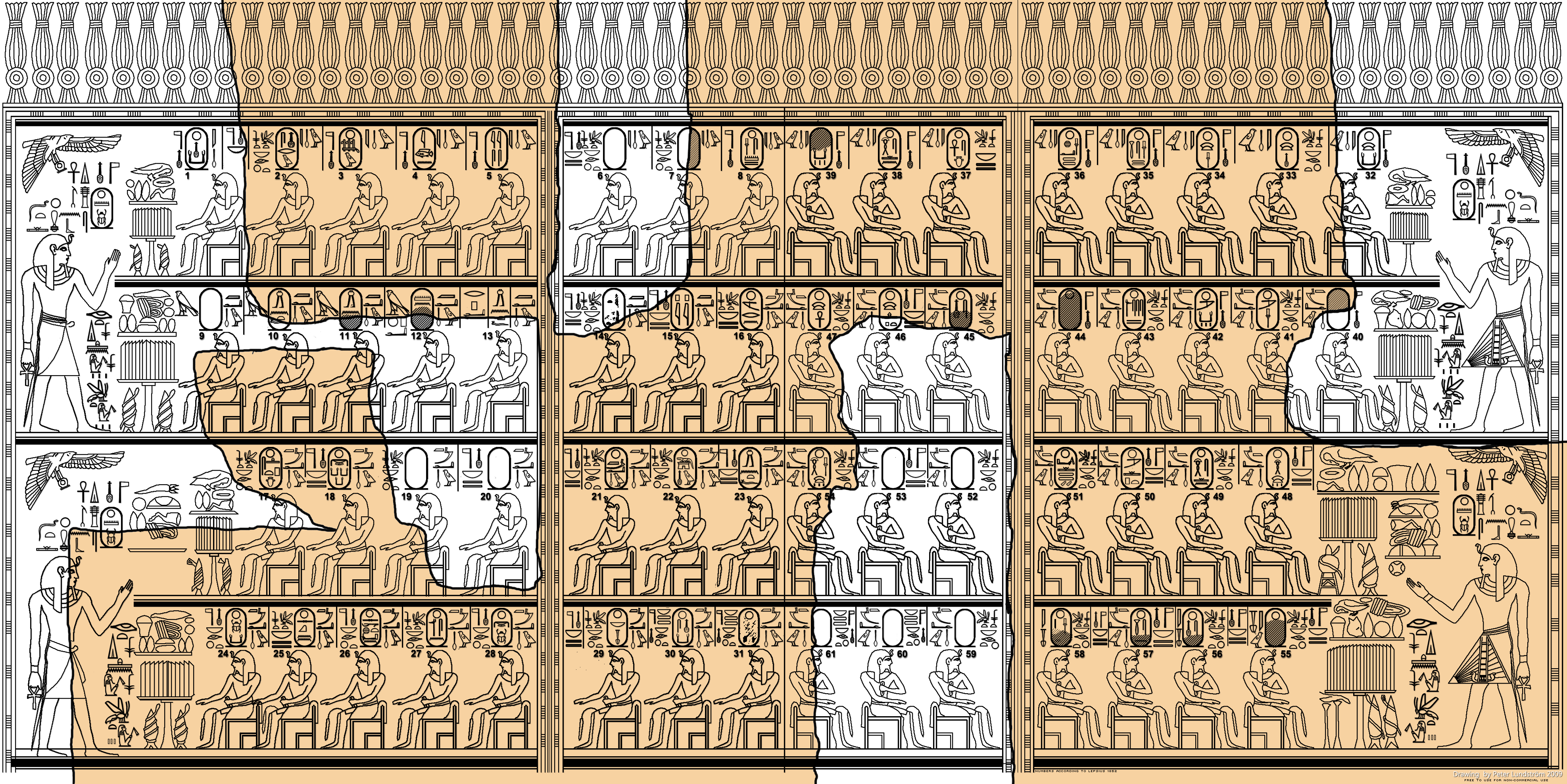
Nguyên bản Danh sách các vua Karnak. Những mảng màu đỏ là phần còn sót lại.

|                              |  |  |  |  |
| Ảnh chụp tại Bảo tàng Louvre |  |  |  |  |

## Thứ tự các vua
Tên của các pharaon được xếp thành 4 hàng ngang, đếm từ hai bên ngoài vào trong.
| Bên trái                  | Bên trái             | Bên phải                  | Bên phải             |
| Hàng 1                    | Hàng 1               | Hàng 1                    | Hàng 1               |
| Pharaon                   | Tên được ghi         | Pharaon                   | Tên được ghi         |
| ------------------------- | -------------------- | ------------------------- | -------------------- |
| 1. Không rõ               | Nefer-ka-re          | 32. Senusret III          | Kha-ka-re            |
| 2. Sneferu                | S-neferu             | 33. Sobekhotep IV         | Kha-nefer-re         |
| 3. Sahure                 | Sahu-re              | 34. Neferhotep I          | Kha-sekhem-re        |
| 4. Nyuserre Ini           | Ini                  | 35. Bị mất                | Bị mất               |
| 5. Djedkare Isesi         | Isesi                | 36. Sobekhotep I          | Sekhem-re-khu-tawy   |
| 6. Bị mất                 | Bị mất               | 37. Amenemhet VI          | S-ankh-ib-re         |
| 7. Bị mất                 | Bị mất               | 38. Nebiryraw I           | Se-wadj-en-re        |
| 8. Djehuti                | Sekhem-re-semen-tawy | 39. Không rõ              | ...kau(re)           |
| Hàng 2                    |                      |                           |                      |
| Pharaon                   | Tên được ghi         | Pharaon                   | Tên được ghi         |
| 9. Bị mất                 | Bị mất               | 40. Bị mất                | Bị mất               |
| 10. Intef II ?            | Intef                | 41. Neferhotep II         | Mer-sekhem-re        |
| 11. Intef I ?             | In...                | 42. Sobekhotep VII        | Mer-kau-re           |
| 12. Mentuhotep I ?        | Men...               | 43. Sobekhotep VIII ?     | Se-user-tawy         |
| 13. Intef Già ?           | Intef                | 44. Không rõ              | ...re                |
| 14. Không rõ              | Teti                 | 45. Không rõ              | Senefer..re          |
| 15. Không rõ              | Pepi                 | 46. Khahotepre Sobekhotep | Kha-hotep-re         |
| 16. Merenre Nemtyemsaf I? | Mer-en-re            | 47. Sobekhotep II         | Kha-ankh-re          |
| Hàng 3                    |                      |                           |                      |
| Pharaon                   | Tên được ghi         | Pharaon                   | Tên được ghi         |
| 17. Amenemhat I           | Se-hotep-ib-re       | 48. Rahotep               | (Sekhem)re Wahkhaure |
| 18. Amenemhat II          | Nebu-ka-re           | 49. Sewahenre Senebmiu    | Se-wah-en-re         |
| 19. Bị mất                | Bị mất               | 50. Merhotepre Sobekhotep | Mer-hotep-re         |
| 20. Bị mất                | Bị mất               | 51. Wegaf                 | Khu-tawi-re          |
| 21. Amenemhat IV          | Maat-khe-ru-re       | 52. Bị mất                | Bị mất               |
| 22. Sobekneferu           | Sobek-neferu         | 53. Bị mất                | Bị mất               |
| 23. Sehetepkare Intef ?   | Intef                | 54. Sobekemsaf I          | Sekhem-re-wadj-khau  |
| Hàng 4                    |                      |                           |                      |
| Pharaon                   | Tên được ghi         | Pharaon                   | Tên được ghi         |
| 24. Senusret I            | Kheper-ka-re         | 55. Không rõ              | ...re                |
| 25. Seqenenre Tao         | Se-qen-en-re         | 56. Không rõ              | Senefer..re          |
| 26. Senakhtenre Ahmose    | Se-nakht-en-re       | 57. Không rõ              | Sewadj..re           |
| 27. Bebiankh              | Se-user-en-re        | 58. Không rõ              | Sekhem..re           |
| 28. Nubkheperre Intef     | Nub-kheper-re        | 59. Bị mất                | Bị mất               |
| 29. Mentuhotep II         | Neb-hepet-re         | 60. Bị mất                | Bị mất               |
| 30. Mentuhotep III        | Se-nefer-ka-re       | 61. Bị mất                | Bị mất               |
| 31. Bị mất                | Bị mất               |                           |                      |